# Akodon caenosus
Espèce

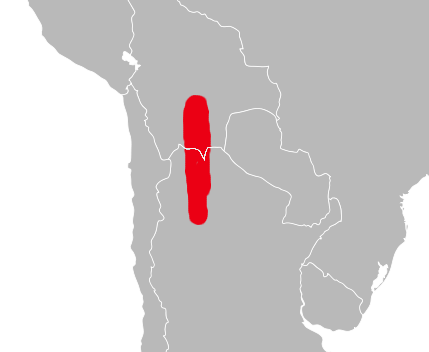
Distribution géographique de Akodon caenosus en Argentine et Bolivie

Akodon caenosus est une espèce de rongeurs de la famille des Cricetidae. Elle est présente dans le Nord-Ouest de l'Argentine et le Sud de la Bolivie.